# Giordan Harris
Giordan Harris (nacido el 19 de abril de 1993 en Nevada, Misuri, Estados Unidos) es un nadador del Kwajalein Swim Team de las Islas Marshall. Compitió en los Juegos Olímpicos de Londres 2012 pero fue eliminado en las rondas de clasificación con un tiempo de 26.88 segundos.